# Liste des œuvres de Morton Feldman

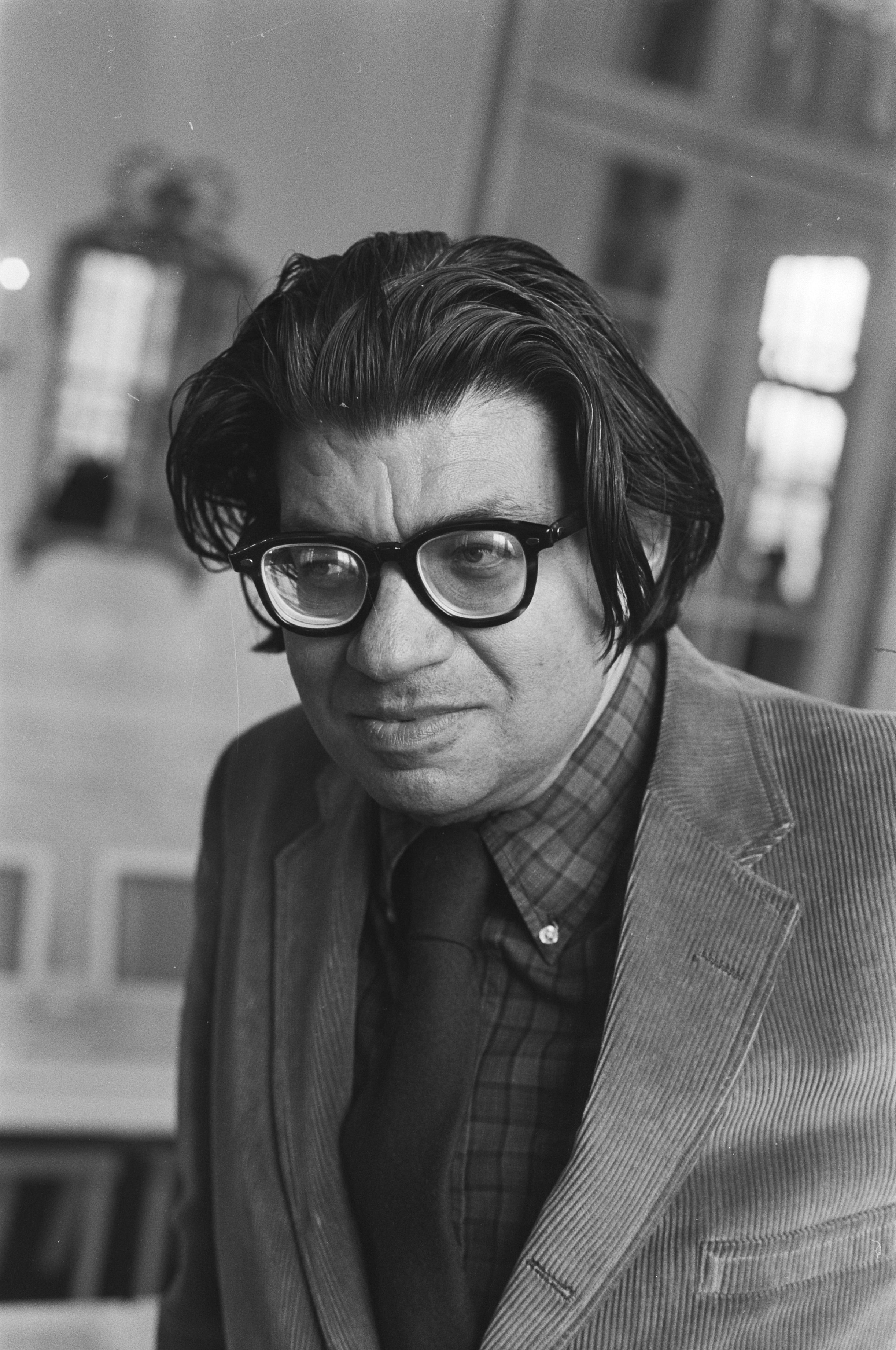
Le compositeur Morton Feldman (Holland Festival 1976.)

Cet article présente une liste des œuvres de Morton Feldman.
Légende :
- EP : Édition Peters
- UE : Universal Edition

## Années 1940
| Genre               | Année de composition | Titre                                                  | Nomenclature                                            | Éditeur | Création | Commentaire                                                                                              |
| ------------------- | -------------------- | ------------------------------------------------------ | ------------------------------------------------------- | --- | --- | --- |
| musique de chambre  | 19??                 | [Composition]                                          | cor, célesta et quatuor à cordes                        | Non publié | | Manuscrit, Collection Morton Feldman, Fondation Paul Sacher, Bâle                                        |
| piano solo          | 19??                 | Dear Merce [aka: Untitled "tune" for Merce Cunningham] | piano                                                   | Non publié | | d’après la base de données de l'IRCAM, cette œuvre aurait été composée en 1968                           |
| piano solo          | 19??                 | Intermission on John's Preparation                     | piano                                                   | Non publié | | |
| voix et instruments | 194?                 | I Loved You Once                                       | voix et quatuor à cordes                                | Non publié | | Manuscrit, Collection Morton Feldman, Fondation Paul Sacher, Bâle                                        |
| piano solo          | 194?                 | [Composition]                                          | piano                                                   | Non publié | | Manuscrit, Collection Morton Feldman, Fondation Paul Sacher, Bâle                                        |
| orchestre           | 1943                 | Dirge: In Memory of Thomas Wolfe                       | orchestre à cordes                                      | Non publié | 15 avril 1943, États-Unis, New York, High School of Music and Arts, par le Senior Symphony Orchestra, direction : Morton FeldmanManuscrit, Collection Morton Feldman, Fondation Paul Sacher, Bâle | Manuscrit, Collection Morton Feldman, Fondation Paul Sacher, Bâle                                        |
| orchestre           | 1943                 | Jubilee                                                | orchestre à cordes                                      | Non publié | | Manuscrit, Collection Morton Feldman, Fondation Paul Sacher, Bâle                                        |
| orchestre           | 1943                 | Night                                                  | orchestre à cordes                                      | Non publié | | Manuscrit, Collection Morton Feldman, Fondation Paul Sacher, Bâle                                        |
| piano solo          | 1943                 | First Piano Sonata [To Bela Bartok]                    | piano                                                   | Non publié | | - Manuscrit, Collection Morton Feldman, Fondation Paul Sacher, Bâle - Dédicace : à Béla Bartók           |
| piano solo          | 1944                 | Preludio                                               | piano                                                   | Non publié | | |
| musique de chambre  | 1945                 | Sonata for Violin and Piano                            | piano et violon                                         | Non publié | 19 novembre 1976, États-Unis, Buffalo, Baird Recital Hall, « Opus One, or Thereabouts », par Keiko Yamazaki : violon et Sharon Sari : piano                                                       | Manuscrit, Collection Morton Feldman, Fondation Paul Sacher, Bâle                                        |
| piano solo          | 1945                 | Self Portrait                                          | piano                                                   | Non publié | | Manuscrit, Collection Morton Feldman, Fondation Paul Sacher, Bâle                                        |
| orchestre           | 1945                 | [Composition]                                          | orchestre à cordes                                      | Non publié | | Manuscrit, Collection Morton Feldman, Fondation Paul Sacher, Bâle                                        |
| musique vocale      | 1946                 | Only                                                   | voix de femme                                           | UE 16519 | 18 décembre 1962, États-Unis, New York, Carnegie Recital Hall, « A Musical Offering for Stefan Wolpe », par Jean Kraft : mezzo-soprano.                                                           | Livret : Rainer Maria Rilke, Sonnet à Orphée n° XXIII                                                    |
| musique de chambre  | 1946                 | Sonatina for Cello and Piano                           | piano et violoncelle                                    | Non publié | | Manuscrit, Collection Morton Feldman, Fondation Paul Sacher, Bâle                                        |
| voix et instruments | 1947                 | Journey to the End of the Night                        | soprano, flûte, clarinette, clarinette basse, et basson | EP 6927 | 28 avril 1950, États-Unis, Minneapolis, MN, University of Minnesota, Museum of National History Auditorium, par l'University Chamber Singers, direction : James Aliferis                          | Livret d'après Louis-Ferdinand Céline                                                                    |
| musique de chambre  | 1948                 | Two Pieces [For Danny Stern]                           | piano et violoncelle                                    | Non publié | | Manuscrit, Collection Morton Feldman, Fondation Paul Sacher, Bâle Dédicace : à Daniel Stern              |
| orchestre           | 1949                 | Episode                                                | orchestre                                               | Non publié | | Manuscrit, Collection Morton Feldman, Fondation Paul Sacher, Bâle                                        |
| musique de chambre  | 1949-1950 ?          | String Quartet II [in two movements]                   | quatuor à cordes                                        | Non publié | | Cité dans Musik-Konzepte, mai 1986, nos 48-49, p. 155 ?                                                  |
| voix et instruments | 1949                 | Lost Love                                              | voix et piano                                           | Non publié | | Manuscrit, Collection Morton Feldman, Fondation Paul Sacher, Bâle Livret (détail, auteur) : Thomas Hardy |
| piano solo          | 1949                 | Illusions                                              | piano                                                   | Theodore Presser, original dans New Music. A Quarterly of Modern Composition, New York, octobre 1951, n° XXIII/4 | États-Unis, New York, Preview Concert of the Composers' Workshop, par David Tudor | Dédicace : à David Tudor                                                                                 |

## Années 1950
| Genre               | Année de composition | Titre                                                         | Nomenclature | Éditeur                                                       | Création | Commentaire |
| ------------------- | -------------------- | ------------------------------------------------------------- | --- | ------------------------------------------------------------- | --- | --- |
| piano solo          | 195?                 | For Cynthia                                                   | piano | Non publié                                                    | | |
| musique de chambre  | 1950                 | Trio for Two Pianos and Cello [to the memory of Anton Webern] | 2 pianos et violoncelle | Non publié                                                    | | Manuscrit, Collection Morton Feldman, Fondation Paul Sacher, Bâle                                                   |
| piano solo          | 1950                 | Three Dances                                                  | piano (aussi tambour [et verre])                                                                                             | Non publié                                                    | | - Manuscrit, Collection Edwin Hymovitz et Natasha Lutov, Fondation Paul Sacher, Bâle - Dédicace : à Merle Marsicano |
| piano solo          | 1950                 | Two Intermissions                                             | piano | EP 6923 & 67976                                               | 5 juillet 1951, États-Unis, Boulder, University of Colorado, par David Tudor | |
| musique de chambre  | 1950                 | Piece for Violin and Piano                                    | piano et violon | EP 6944                                                       | 25 mai 1951, États-Unis, New York, Artists'Club, par Frances Magnes | |
| musique soliste     | 1950                 | Projection I                                                  | violoncelle | EP 6945                                                       | | |
| piano solo          | 1951                 | Intermission III                                              | piano | EP 67976                                                      | 5 juillet 1951, États-Unis, Boulder, CO, University of Colorado, par David Tudor | Manuscrit, David Tudor Archives, The Getty Center for the History of Art and the Humanities, Los Angeles            |
| voix et instruments | 1951                 | Three Ghostlike Songs and Interlude                           | voix, trombone, alto et piano                                                                                                | Non publié                                                    | | - Manuscrit, Collection Morton Feldman, Fondation Paul Sacher, Bâle - Livret : e.e. cummings                        |
| musique de chambre  | 1951                 | Composition [8 little pieces]                                 | violoncelle et piano | Non publié                                                    | | |
| piano solo          | 1951                 | Nature Pieces                                                 | piano | EP 67976                                                      | 18 janvier 1952, États-Unis, New York, Hunter College, par (? nom manquant sur la page source) sur Changing Woman, chorégraphie de Jean Erdman | |
| piano solo          | 1951                 | Variations                                                    | piano | EP 67976                                                      | 12 avril 1951, États-Unis, Seattle, par John Cage : piano, sur un solo de Merce Cunningham | Manuscrit, Cunningham Dance Foundation, New York City Ballet                                                        |
| musique de chambre  | 1951                 | Projection II                                                 | flûte, trompette, piano, violon, violoncelle                                                                                 | EP 6940                                                       | 17 janvier 1951, États-Unis, New York, Millbrook | |
| musique de chambre  | 1951                 | Projections III                                               | 2 pianos | EP 6961                                                       | | |
| musique de chambre  | 1951                 | Projections IV                                                | violon et piano | EP 6913                                                       | 25 mai 1951, États-Unis, New York, Artists' Club, par Frances Magnes : violon et David Tudor : piano | Dédicace : à Frances Magnes                                                                                         |
| musique de chambre  | 1951                 | Projections V                                                 | 3 flûtes, trompette, 2 pianos et 3 violoncelles                                                                              | EP 6962                                                       | | |
| orchestre           | 1951                 | Intersection I                                                | orchestre (Effectif : bois, cuivres, violons/altos et violoncelles/contrebasses écrits en groupes, instrumentation variable) | EP 6907                                                       | | Dédicace : à John Cage                                                                                              |
| musique de chambre  | 1951                 | Structures                                                    | quatuor à cordes | EP 6912                                                       | 30 mai 1956, États-Unis, New York, Car Fischer Concert Hall, par le Quatuor Juilliard | |
| voix et instruments | 1951                 | Four Songs to e.e. cummings                                   | soprano, piano et violoncelle                                                                                                | EP 6936                                                       | 11 février 1951, États-Unis, New York, Columbia University, McMillan Theater, ISCM Concert, par Marianne Weltman : soprano, David Tudor : piano et Seymour Barab : violoncelle | Livret (détail, auteur) : e.e. cummings : « !blac » ; « air » ; « (sitting in a tree) » ; « moan »                  |
| électronique        | 1951                 | Intersection                                                  | bande magnétique huit-pistes                                                                                                 | n/c                                                           | | |
| orchestre           | 1951                 | Marginal Intersection                                         | orchestre | EP 6909                                                       | États-Unis, New York, Cooper Union, « Music in the Making », par l'Orchestra of the American Federation of Musicians, direction : David Broekman | |
| piano solo          | 1951                 | Intersection II                                               | piano | EP 6922 & 67976                                               | 1952, États-Unis, New York, Cherry Lane Theatre, par David Tudor | |
| musique de chambre  | 1951                 | Extensions I                                                  | violon et piano | EP 6911                                                       | 15 mars 1952, États-Unis, New York, Columbia University, McMillan Theater, Composer's Forum, par Matthew Raimondi : violon et David Tudor : piano | |
| musique de chambre  | 1951                 | musique pour le film Jackson Pollock                          | 2 violoncelles | non publié                                                    | 14 juin 1951, États-Unis, New York, Museum of Modern Art, par Daniel Stern | pour le film de Hans Namuth et Paul Falkenberg Manuscrit, Collection Morton Feldman, Fondation Paul Sacher, Bâle    |
| piano solo          | 1952                 | Intermission IV                                               | piano | EP 67976                                                      | 10 février 1952, États-Unis, New York, Cherry Lane Theatre, par David Tudor | Manuscrit, David Tudor Archives, The Getty Center for the History of Art and the Humanities, Los Angeles            |
| piano solo          | 1952                 | Extensions II                                                 | piano | non publié, partition retirée du catalogue                    | | |
| piano solo          | 1952                 | Extensions III                                                | piano | EP 6925 & 67976                                               | | |
| piano solo          | 1952                 | Intermission V                                                | piano | EP 6935 & 67976                                               | | |
| piano solo          | 1952                 | Piano Piece                                                   | piano | EP 6924 & 67976                                               | | |
| électronique        | 1953                 | Intersection                                                  | bande magnétique huit pistes                                                                                                 | EP 6947R bande retirée du catalogue                           | 17 octobre 1954, Allemagne, Donaueschingen, Donaueschinger Musiktage | |
| piano solo          | 1953                 | Intersection +                                                | piano | non publié                                                    | | |
| musique de chambre  | 1953                 | Extensions 5                                                  | 2 violoncelles | EP 67969                                                      | | |
| musique de chambre  | 1953                 | Extensions 4                                                  | 3 pianos | EP 6914                                                       | | |
| piano solo          | 1953                 | Intersection III                                              | piano | EP 6915 & 67976                                               | | |
| musique soliste     | 1953                 | Intersection IV                                               | violoncelle | EP 6960                                                       | | |
| musique de chambre  | 1953                 | Intermission VI                                               | 1 ou 2 pianos | EP 6928 & 67976                                               | 15 mars 1958, États-Unis, Greensboro, NC, Woman's College, par John Cage et David Tudor, pianos | |
| musique de chambre  | 1953                 | Eleven Instruments                                            | flûte, flûte alto, cor, deux trompettes, trombone, tuba, vibraphone, piano, violon, violoncelle                              | EP 6929                                                       | 24 juin 1977, Pays-Bas, Middelburg | |
| piano solo          | 1954                 | Music for the film "Sculpture by Lipton"                      | piano |                                                               | | |
| musique de chambre  | 1954                 | [Composition]                                                 | flûte, clarinette basse, basson, cor, trompette, piano et violoncelle                                                        | non publié                                                    | | |
| piano solo          | 1954                 | Three Pieces                                                  | piano | EP 6942 & 67976                                               | 1955, États-Unis, New York, Charles Egan Gallery, par Morton Feldman | |
| musique de chambre  | 1954                 | Two Pieces for two Pianos                                     | 2 pianos | EP 6916                                                       | 20 avril 1955, Royaume-Uni, Cambridge, WHRB, Sanders Theatre, par John Cage et David Tudor | |
| piano solo          | 1955                 | Piano Piece 1955                                              | piano | EP 6942                                                       | | |
| musique vocale      | 1955                 | An Exquisite Line [For Abby and Bob Friedman]                 | voix solo | Give My Regards to Eighth Street (Exact Change, 2000) page XV | | |
| piano solo          | 1956                 | Piano Piece 1956 A                                            | piano | EP 6931 & 67976                                               | 30 novembre 1956, Autriche, Vienne, Akademie für Musik und darstellende Kunst, par David Tudor | Dédicace : à Cynthia Feldman                                                                                        |
| piano solo          | 1956                 | Piano Piece 1956 B                                            | piano | EP 6932 & 67976                                               | 17 novembre 1957, États-Unis, New York, Composers' Showcase, par David Tudor | |
| musique de chambre  | 1956                 | Two Pieces                                                    | flûte, flûte alto, trompette, cor, violon, violoncelle                                                                       | EP 6930                                                       | | |
| musique de chambre  | 1956                 | Three Pieces for String Quartet                               | quatuor à cordes | EP 6917                                                       | 30 mai 1956, États-Unis, New York, Carl Fischer Concert Hall | |
| musique de chambre  | 1957                 | Piece for 4 Pianos                                            | 4 pianos | EP 6918                                                       | 30 avril 1957, États-Unis, New York, Carl Fischer Concert Hall, par John Cage, William Masselos, Grete Sultan et David Tudor | |
| piano solo          | 1957                 | Piano Three Hands                                             | piano | EP 6943                                                       | 15 décembre 1957, États-Unis, Cambridge, MA, Harvard University, Paine Hall, par John Cage et David Tudor | Dédicace : à Lulla Adler                                                                                            |
| musique de chambre  | 1957                 | Two Pianos                                                    | 2 pianos | EP 6939                                                       | 15 décembre 1957, Royaume-Uni, Cambridge, Harvard University, Paine Hall, par John Cage et David Tudor | |
| piano solo          | 1958                 | Figure of Memory [For Merle Marsicano]                        | piano | non publié                                                    | | |
| musique de chambre  | 1958                 | Work for Two Pianists                                         | 2 pianos | non publié                                                    | | Manuscrit, Collection Morton Feldman, Fondation Paul Sacher, Bâle                                                   |
| musique de chambre  | 1958                 | Piano Four Hands                                              | piano à 4 mains | EP 6946                                                       | 2 mars 1959, États-Unis, New York, Circle in the Square Theatre, par Morton Feldman et David Tudor | |
| musique de chambre  | 1958                 | Two Instruments                                               | cor et violoncelle | EP 6938                                                       | | |
| musique de chambre  | 1958                 | Ixion                                                         | ensemble de chambre | EP 6926                                                       | 17 août 1958, États-Unis, New London, Conn., Connecticut College, par la Merce Cunningham Dance Company, Robert Rauschenberg : décors | Commande: Merce Cunningham, chorégraphie                                                                            |
| orchestre           | 1959                 | Atlantis                                                      | orchestre de chambre (2 versions)                                                                                            | EP 6906                                                       | 6 février 1960, États-Unis, New York, YM-YWHA, « Music in Our Time : 1900-1960 », par Robert Jaspar : flûte, Charles Russo : clarinette, Ralph Froelich : cor, Andrew Baron : trompette, Raymond Orcutt : trombone, Joseph Adato : vibraphone, Morris Goldenberg : xylophone, Sonya Kahn : harpe, David Tudor : piano, Seymour Barab : violoncelle, direction : John Cage | |
| piano solo          | 1959                 | Last Pieces                                                   | piano | EP 6941 & 67976                                               | 26 avril 1959, États-Unis, New York, The Village Gate, par David Tudor | Initialement Atlantis ; Intermission 7 et Piano Piece 1957                                                          |

## Années 1960
| Genre               | Année de composition | Titre                                                 | Nomenclature | Éditeur         | Création | Commentaire                                                               |
| ------------------- | -------------------- | ----------------------------------------------------- | --- | --------------- | --- | ------------------------------------------------------------------------- |
| orchestre           | 1960                 | Arr. of Josquin Desprez "Tu Pauperum Refugium"        | Ensemble de chambre (flûte, hautbois, clarinette, basson, cor, trompette, trombone, violon, violon II, alto, violoncelle, contrebasse) | non publié      | | Manuscrit, Collection Morton Feldman, Fondation Paul-Sacher, Bâle         |
| musique de chambre  | 1960                 | Something Wild in the City: Mary Ann's Theme          | Cor, célesta, quatuor à cordes | non publié      | |                                                                           |
| orchestre           | 1960                 | Montage 2 on the Theme of "Something Wild"            | Jazz Ensemble (3 flûte, saxophone ténor, saxophone baryton, 4 trompette, 3 trombone, trombone ténor-basse, batterie, piano) | non publié      | | dixit la base de données de l'IRCAM : "avec Mike Stoller"                 |
| orchestre           | 1960                 | Montage 3 on the Theme of "Something Wild"            | Jazz Ensemble (saxophone alto, saxophone ténor, saxophone baryton, trompette, trombone, batterie, vibraphone, célesta, contrebasse) | non publié      | | dixit la base de données de l'IRCAM : "avec Jerry Leiber et Mike Stoller" |
| musique de chambre  | 1960                 | Music for the film "The Sin of Jesus"                 | Flute, Horn, Trumpet, Cello | non publié      | |                                                                           |
| musique de chambre  | 1960                 | Ixion [Version for 2 pianos of Ixion (1958)]          | 2 Pianos |                 | |                                                                           |
| musique de chambre  | 1960                 | Piece for Seven Instruments                           | Flute, Alto Flute, Trumpet, Horn, Trombone, Violin, Cello |                 | |                                                                           |
| voix et instruments | 1960                 | Wind [For Naomi Newman]                               | Voice, Piano | non publié      | |                                                                           |
| musique de chambre  | 1960                 | Durations 1                                           | flûte alto, piano, violon et violoncelle | EP 6901         | |                                                                           |
| musique de chambre  | 1960                 | Durations 2                                           | violoncelle et piano | EP 6902         | |                                                                           |
|                     | 1960                 | The Swallows of Salangan                              | chœur mixte, 4 flûtes, flûte alto, 5 trompettes, 2 tubas, 2vibraphones, deux pianos et 7 violoncelles | EP 6921         | 5 mars 1962, Belgique, Radio-Bruxelles, par Mauricio Kagel : direction |                                                                           |
| musique de chambre  | 1961                 | Durations 3                                           | violon, tuba et piano | EP 6903         | 26 mars 1961, New York, Carnegie Recital Hall, par Don Butterfield : tuba, David Tudor : piano, Matthew Raimondi : violon. |                                                                           |
| musique de chambre  | 1961                 | Durations 4                                           | vibraphone, violon, et violoncelle | EP 6904         | 23 mai 1961, États-Unis, New York, Rothschild Foundation for the Arts and Sciences, par Philip Kraus : vibraphone, Matthew Raimondi : violon, David Soyer : violoncelle. |                                                                           |
| voix et instruments | 1961                 | Intervals                                             | - soliste : baryton-basse solo - trombone, 3 percussionniste, vibraphone, violoncelle | EP 6908         | 7 février 1962, États-Unis, New York, YM-YWHA, Theresa L. Kaufmann Concert Hall, « Music in Our Time : 1900-1960 », par William Wolf : baryton-basse, James Thompson : trombone, Raymond des Roches, Max Neuhaus et John Bergamo : percussions, Paul Price : vibraphone et Seymour Barab : violoncelle. |                                                                           |
| orchestre           | 1961                 | ...Out of 'Last Pieces'                               | orchestre | EP 6910         | 17 mars 1961, États-Unis, New York, Cooper Union, Great Hall, Music-in-the-Making, par David Tudor : piano, direction : Howard Shanet. |                                                                           |
| musique de chambre  | 1961                 | Two Pieces for Clarinet and String Quartet            | clarinette et quatuor à cordes | EP 6920         | |                                                                           |
| musique de chambre  | 1961                 | Durations 5                                           | cor, vibraphone, harpe, piano/célesta, violon, et violoncelle | EP 6905         | |                                                                           |
| musique de chambre  | 1961                 | The Straits of Magellan                               | flûte, cor, trompette, harpe, guitare électrique, piano et contrebasse | EP 6919         | 11 octobre 1963, États-Unis, New York, Town Hall, par The Contemporary Chamber Ensemble, direction : Arthur Weisberg. |                                                                           |
| orchestre           | 1962                 | Structures                                            | orchestre | EP 6934         | 23 juillet 1968, Mexique, Mexico, par Arthur Cohn : direction. |                                                                           |
| voix et instruments | 1962                 | Followe Thy Faire Sunne                               | voix et cloches tubulaires | non édité       | | Manuscrit, Collection Morton Feldman, Fondation Paul-Sacher, Bâle         |
| voix et instruments | 1962                 | For Franz Kline                                       | soprano, cor, jeu de cloches, piano, violon et violoncelle | EP 6948         | |                                                                           |
| voix et instruments | 1962                 | The O'Hara Songs                                      | Baryton-Basse, jeu de cloches, piano, violon, alto et violoncelle | EP 6949         | | Livret (détail, auteur) : Frank O'Hara, Wind                              |
| musique de chambre  | 1962                 | [Composition sans titre]                              | quatuor à cordes | non édité       | | Manuscrit, Collection Morton Feldman, Fondation Paul-Sacher, Bâle         |
| musique de chambre  | 1963                 | Dance Suite [For Merle Marsicano]                     | Percussion, Piano/Celesta | non édité       | |                                                                           |
| musique vocale      | 1963                 | Christian Wolff in Cambridge                          | chœur mixte a cappella | EP 6959         | 25 mars 1966, par Brandeis University Chamber Chorus, direction : Alvin Lucier. |                                                                           |
| musique de chambre  | 1963                 | Musique pour le film "Room Down Under"                | Flute,Horn,Trumpet,Trombone,T uba,Percussion,Double-Bass | non édité       | |                                                                           |
| piano solo          | 1963                 | Piano Piece (to Philip Guston)                        | piano | EP 6950 & 6797  | |                                                                           |
| musique de chambre  | 1963                 | De Kooning                                            | cor, piano (jouant célesta), percussion, violon et violoncelle | EP 6951         | 4 septembre 1963, États-Unis, New York, Judson Hall, par Arnold Fromm : cor, Max Neuhaus : percussion, Frederic Rzewski ou James Tenney : piano, Lewis Kaplan : violon, Charlotte Moorman : violoncelle                                                                                                 |                                                                           |
| musique de chambre  | 1963                 | Vertical Thoughts I                                   | 2 pianos | EP 6952         | 11 octobre 1963, États-Unis, New York, Town Hall |                                                                           |
| musique de chambre  | 1963                 | Vertical Thoughts 2                                   | violon et piano | EP 6953         | 11 octobre 1963, États-Unis, New York, Town Hall, par Matthew Raimondi : violon, et David Tudor (?) : piano |                                                                           |
| voix et instruments | 1963                 | Vertical Thoughts 3                                   | soprano et ensemble de chambre (flûte (aussi flûte piccolo), cor, trompette, trombone, tuba, 2 percussionniste, piano (aussi célesta), violon, violoncelle, contrebasse)                                                                            | EP 6954         | 11 octobre 1963, États-Unis, New York, Town Hall, par The Contemporary Chamber Ensemble, direction : Arthur Wiesberg | Livret : Psaume 144, 4                                                    |
| piano solo          | 1963                 | Vertical Thoughts 4                                   | piano | EP 6955 & 67976 | 11 octobre 1963, États-Unis, New York, Town Hall, par David Tudor (?) |                                                                           |
| voix et instruments | 1963                 | Vertical Thoughts 5                                   | soprano, tuba, percussion, célesta et violon | EP 6956         | 11 octobre 1963, États-Unis, New York, Town Hall, par Nancy Killmer : soprano, The Contemporary Chamber Ensemble, direction : Arthur Weisberg | Livret : Psaume 144, 4                                                    |
| voix et instruments | 1963                 | Rabbi Akiba                                           | soprano, et ensemble de chambre (flûte, cor anglais, cor, trompette, trombone, tuba, percussionniste, piano (aussi célesta), violoncelle, contrebasse)                                                                                              | EP 6957         | 23 février 1964, États-Unis, New York, YM-YWHA, Theresa L. Kaufmann Concert Hall, par Nancy Killmer : soprano, Paul Price : percussion, The Contemporary Chamber Ensemble |                                                                           |
| voix et instruments | 1963                 | Chorus and Instruments                                | chœur et cor, tuba, percussionniste, célesta, violon, violoncelle, contrebasse | EP 6958         | |                                                                           |
| musique de chambre  | 1963-1969            | Merce                                                 | percussionniste, piano (aussi célesta) | non édité       | | Manuscrit, Collection Morton Feldman, Fondation Paul-Sacher, Bâle         |
| piano solo          | 1964                 | Piano Piece (1964)                                    | piano | EP 6965 & 67976 | |                                                                           |
| musique soliste     | 1964                 | The King of Denmark                                   | percussion | EP 6963         | utilisé en 1969 dans un film sur le Vietnam. |                                                                           |
| musique de chambre  | 1964                 | Numbers                                               | ensemble de chambre (flute, cor, trombone, tuba, percussion, clavier (piano et célesta), violon, violoncelle, contrebasse) | EP 6964         | 27 janvier 1965, États-Unis, New York, YM-TWHA, Theresa L. Kaufmann Concert Hall |                                                                           |
| musique de chambre  | 1965                 | Four Instruments                                      | cloches tubes, piano, violon, violoncelle | EP 6966         | 21 décembre 1965, États-Unis, New York, Carnegie Recital Hall, Evenings for New Music. |                                                                           |
| musique soliste     | 1966                 | Musique pour le film "Time of the Locust"             | percussion | non édité       | |                                                                           |
| musique soliste     | 1966                 | The Possibility of a New Work for Electric Guitar     | guitare électrique | EP 68492        | | reconstruction et transcription par Seth Josel                            |
| musique de chambre  | 1966                 | Two Pieces for Three Pianos                           | 3 pianos | EP 6967         | |                                                                           |
| voix et instruments | 1967                 | Chorus and Instruments                                | chœur, tuba et Chimes | EP 6968         | |                                                                           |
| orchestre           | 1967                 | In Search of an Orchestration                         | orchestre | UE 15324        | |                                                                           |
| musique de chambre  | 1967                 | First Principles                                      | flûte, cor, trombone, 2 tubas, 2 percussionnistes, harpe, 4 pianos, 2 violons, 3 violoncelles, 2 contrebasses), | EP 6969         | |                                                                           |
| musique de chambre  | 1968                 | False Relationships and the Extended Ending           | trombone, 3 pianos, jeu de cloches, violon et violoncelle | EP 6970         | |                                                                           |
| musique de film     | 1968                 | Musique pour le film "American Samoa: Paradise Lost?" | flûte, cor, trompette,trombone, harpe, vibraphone, piano, et violoncelle | non édité       | |                                                                           |
| musique de chambre  | 1969                 | Betweeen Categories                                   | 2 pianos, 2 chimes, 2 violons et 2 violoncelles | EP 6971         | |                                                                           |
| musique de chambre  | 1969                 | [Composition sans titre]                              | six percussions et célesta | non édité       | | Manuscrit, Collection Morton Feldman, Fondation Paul-Sacher, Bâle         |
| orchestre           | 1969                 | On Time and the Instrumental Factor                   | orchestre (flûte piccolo, 2 flûte, flûte alto, 2 hautbois, cor anglais, 2 clarinette, clarinette basse, 2 basson, contrebasson, 2 cor, 2 trompette, trompette basse, 2 trombone, trombone ténor-basse, tuba, cloches tubes, harpe, célesta, cordes) | UE 15351        | 24 avril 1971, États-Unis, Dallas, par le Dallas Symphony Orchestra, direction : Richard Duffalo |                                                                           |

## Années 1970
| Genre               | Année de composition | Titre                                      | Nomenclature | Éditeur             | Création | Commentaire |
| ------------------- | -------------------- | ------------------------------------------ | --- | ------------------- | --- | --- |
| musique de chambre  | 1970-1977            | [Composition]                              | voix, clarinette, violoncelle et contrebasse | non édité           | | Manuscrit, Collection Morton Feldman, Fondation Paul Sacher, Bâle |
| musique de chambre  | 1970                 | The Viola in my Life I                     | alto solo, flûte, percussion, piano, violon et violoncelle | UE 15373            | 19 septembre 1970, Royaume-Uni, Londres, Elizabeth Hall, par Karen Philips : alto, The Pierrot Players, direction : Peter Maxwell Davies | |
| musique de chambre  | 1970                 | The Viola in my Life II                    | alto solo, flûte, clarinette, percussion, piano, violon et violoncelle | UE 15400            | 7 octobre 1970, Italie, Rome | |
| musique de chambre  | 1970                 | The Viola in my Life III                   | alto et piano | UE 15402            | | |
| musique de chambre  | 1970                 | Madame Press Died Last Week at Ninety      | ensemble de chambre (2 flûte, cor, trompette, trombone, tuba [ou clarinette basse] , cloches tubes, célesta, 2 violoncelle, 2 contrebasse)                                                                                               | UE 15373            | 13 juillet 1970, États-Unis, Hilo, HI, University of Hawaii, Mae Zenke Orvis Auditorium, par The Juilliard Ensemble, direction : Dennis Russel Davies                                                                                                 | |
| musique concertante | 1971                 | The Viola in my Life IV                    | alto solo et orchestre | UE 15408            | 16 septembre 1971, Italie, Venise, Festival internazionale di musica contemporanea della Biennale, par Karen Phillips : alto, Orchestre philharmonique de l?ORTF, direction : Marcello Panni                                                          | - Commande: Biennale de Venise - Dédicace : à Karen Phillips |
| musique de chambre  | 1971                 | Three Clarinets, Cello and Piano           | trois clarinettes, violoncelle et piano | UE 15492            | 16 mars 1972, Royaume-Uni, Londres, BBC, par les membres du Matrix-Ensemble | - Commande: Matrix-Ensemble - Dédicace : à Alan Hacker |
| voix et instruments | 1971                 | The Rothko Chapel                          | 2 voix, chœur, percussion, célesta, alto | UE 15467            | 9 avril 1972, États-Unis, Houston, Texas, The Rothko Chapel of the Institute of Religious and Human Developments, par Raymond des Roches : percussion, Karen Phillips : alto, membre du Corpus Christi Symphony Orchestra, direction : Maurice Peress | Commande: Ménil Foundation |
| musique de chambre  | 1971                 | I Met Heine on the Rue Furstemberg         | flûte (aussi flûte piccolo), clarinette (aussi clarinette basse), percussionniste, piano, violon, violoncelle | UE 15470            | | Commande: Fires of London |
| musique concertante | 1972                 | Cello and Orchestra                        | violoncelle solo et orchestre | UE 15495            | 19 avril 1973, France, Royan, Casino, Festival de Royan, par Siegfried Palm : violoncelle, Sinfonie-Orchester des Saarländischen Rundfunks, direction : Hans Zender                                                                                   | Dédicace : à Siegfried Palm |
| musique de chambre  | 1972                 | Trio for Flutes [Composition sans titre]   | trois flûtes | UE 21379            | 31 mai 1989, Allemagne, Berlin, Ballhaus Naunynstrasse, par Eberhard Blum, Christiane Hellmann et Johanna Kassner | Commande: Berlin, Ballhaus Naunynstrasse Dédicace : for Sophie Kotányi |
| voix et instruments | 1972                 | Chorus and Orchestra II                    | soprano solo, chœur mixte, 2 flûte (aussi 1 flûte piccolo), 2 hautbois, cor anglais, 2 clarinette, clarinette contrebasse, 2 basson, contrebasson, 2 cor, 2 trompette, 2 trombone, percussionniste, harpe, piano (aussi célesta), cordes | UE 15522            | 5 février 1973, Royaume-Uni, Londres, St. John's Smith Square, Institute for the Contemporary Arts / BBC, par le chœur et l'orchestre de la Royal Academy of Music, direction : Alan Hacker                                                           | |
| musique de chambre  | 1972                 | Five Pianos                                | 5 pianos (dont 1 jouant célesta) | UE 15499            | 16 juillet 1972, Allemagne, Berlin, Sender Freies Berlin, Woche der Avantgardistischen Musik, par John Cage, Cornelius Cardew, Morton Feldman, Frederic Rzewski et David Tudor : pianos                                                               | Commande: Berliner Musiktage 1972 Initialement Pianos and Voices I |
| musique de chambre  | 1972                 | Half a Minute It's All I've Time For       | clarinette, trombone, piano, violoncelle | Inédit              | 20 septembre 1972, Pologne, Varsovie, Automne de Varsovie, par Czeslaw Palkowski : clarinette, Edward Borowiak : trombone, Zygmunt Krauze : piano et Witold Galazka : violoncelle                                                                     | Commande: Warsztat Muzyczny |
| musique de chambre  | 1972                 | Pianos and Voices                          | 5 soprano solo, 5 piano | UE 15500            | 31 août 1972, Allemagne, Munich, Bayerischer Rundfunk, par Simone Rist : soprano, membres de la Schola Cantorum de Stuttgart, Cornelius Cardew, Morton Feldman, Nicolaus A. Huber, John Tibury et Christian Wolff : pianos                            | Commande: Musik/Film/Dia/Licht-Festival dans le cadre du programme culturel des Jeux olympiques de Munich (1972)                                                                                                |
| voix et instruments | 1972                 | Voice and Instruments                      | soprano solo, flûte piccolo, flûte, hautbois, clarinette, clarinette basse, basson, cor, trompette, trombone, timbales, harpe, piano (aussi célesta), cordes                                                                             | UE 15534            | 14 mars 1973, Allemagne, Berlin, Sender Freies Berlin | Commande: Sender Freies Berlin |
| voix et instruments | 1972                 | Voices and Instruments                     | chœur mixte [SATB], 2 flûte, cor anglais, clarinette, basson, cor, timbales, piano, contrebasse | UE 15515            | 11 août 1972, Royaume-Uni, Dartington Summer School | Commande: Dartington Summer School of Music 1972 |
| voix et instruments | 1972                 | Voices and Instruments II                  | 3 voix non spécifiée [voix aiguës] , flûte, 2 violoncelle, contrebasse | UE 16001 / UE 21279 | 11 février 1973, États-Unis, Buffalo, NY | Initialement Imitative Harmony |
| musique de chambre  | 1973                 | For Franck O'Hara                          | flûte, clarinette, percussion, piano, violon et violoncelle | UE 15574            | 5 décembre 1973, États-Unis, New York, Carnegie Recital Hall, Evenings for New Music, par les membres du Center of the Creative and Performing Arts of the State University of New York at Buffalo                                                    | |
| musique concertante | 1973                 | String Quartet and Orchestra               | quatuor à cordes et orchestre | UE 15597            | 26 janvier 1975, États-Unis, Buffalo, N.Y., Kleinhans Music Hall, par le Cleveland String Quartet et le Buffalo Philharmonic Orchestra, direction : Michael Tilson Thomas                                                                             | Commande: Michael Tilson Thomas et Buffalo Philharmonic Orchestra pour le Cleveland String Quartet |
| voix et instruments | 1973                 | Voices and Cello                           | 2 voix de femme et violoncelle | UE 15576            | 29 mars 1974, France, La Rouche-Courbon, par The Five Centuries Ensemble : Carol Plantamura : soprano, John Patrick Thomas : contre-ténor, Marijke Verberne : violoncelle                                                                             | Dédicace : au Five Centuries Ensemble |
| musique de chambre  | 1974                 | Instruments I                              | piccolo jouant flûte alto, hautbois jouant cor anglais, trombone, percussion et violoncelle | UE 16057            | 16 janvier 1975, Allemagne, Cologne, WDR, par le SEM Ensemble | Commande: SEM Ensemble, Buffalo |
| voix et instruments | 1974                 | Voice and Instruments II                   | voix, clarinette, violoncelle, contrebasse | UE 16001            | | |
| musique de film     | 1975                 | Musique pour un film sur Willem De Kooning | |                     | | |
| musique de film     | 1975                 | Music for a Film on Seymour Lipton         | | Inédit              | | - Date de composition non précisée (avant 1975). - Cité dans « Feldman, Morton », dans The International Cyclopedia of Music and Musicians, New York/Toronto/Londres, Dodd, Mead and Company, 1975, p. 680-681. |
| musique concertante | 1975                 | Piano and Orchestra                        | piano solo et orchestre | UE 16076            | 21 novembre 1975, Rencontres internationales de musique contemporaine, par Roger Woodward : piano, Sinfonieorchester des Sarrländischen Rundfunks, direction : Hans Zender                                                                            | Dédicace : à Roger Woodward |
| musique de chambre  | 1975                 | Instruments II                             | piccolo jouant flûte et flûte alto, hautbois jouant cor anglais, clarinette jouant clarinette basse, trompette, trombone, percussion, harpe, piano et contrebasse                                                                        | UE 16502            | | - Commande: Koussevitzky Foundation in the Library of Congress - Dédicace : à la mémoire de Serge et Natalie Koussevitzky                                                                                       |
| musique de chambre  | 1975                 | Four instruments                           | piano, violon, alto, violoncelle | UE 16501 et 21043   | 18 janvier 1976, États-Unis, New York, Jewish Museum, par Frank Glaser : piano, Edna Michell : violon, Harry Zazatzian : alto, Paul Tobias : violoncelle                                                                                              | Commande: Cantilena Chamber Players |
| orchestre           | 1976                 | Orchestra                                  | orchestre | UE 16511            | 18 septembre 1976, Royaume-Uni, Glasgow, Musica Nova Festival, par le Scottish National Orchestra, direction : Elgar Howarth | Commande: Musica Nova Glasgow pour le Scottish National Orchestra |
| voix et instruments | 1976                 | Voice, Violin and Piano                    | voix, violon, et piano | UE 16506 et 21177   | 7 juin 1976, Pays-Bas, La Haye, Diligentia, par Roberta Alexander : soprano, Vera Beths : violon et Reinbert De Leeuw : piano | Commande: Holland Festival 1976 |
| musique concertante | 1976                 | Oboe and Orchestra                         | hautbois solo et orchestre | UE 16508            | 2 juin 1976, Pays-Bas, Rotterdam, De Doelen, par Han de Vries : hautbois, Hilversum Radio Filharmonisch Orkest, direction : Jean Fournet | Commande: Holland Festival 1976 |
| voix et instruments | 1976                 | Elemental Procedures                       | soprano solo, chœur et orchestre | UE 16514            | 22 janvier 1977, Allemagne, Cologne, WDR, festival Musik der Zeit, par Martha Hanneman : soprano, Kölner Rundfunkchor (direction : Herbert Schernus), Kölner Rundfunk-Sinfonie-Orchester, direction : Lothar Zagrosek                                 | Commande: Westdeutscher Rundfunk, Cologne Livret : Samuel Beckett |
| musique de chambre  | 1976                 | Routine investigations                     | hautbois, trompette, piano, alto, violoncelle et contrebasse | UE 16515            | 26 août 1976, Italie, Venise, Teatro La Fenice, Biennale 76, par l'Ensemble Webern, direction : Marcello Pann | Dédicace : à Marcello Panni et à l'Ensemble Webern |
| piano solo          | 1977                 | Piano                                      | Piano | UE 16516            | | Dédicace : à Roger Woodward |
| musique de chambre  | 1977                 | Instruments III                            | flûte, hautbois, et percussion | UE 16526 et 21065   | 31 juillet 1977, Royaume-Uni, Londres, Whitechapel Art Gallery, par Eberhard Blum : flûte, Nora Post : hautbois et Jan Williams : percussion | |
| opéra               | 1977                 | Neither                                    | soprano et orchestre | UE 16326            | 10 juin 1977, Italie, Rome, Teatro dell'Opera, par Martha Hanneman : soprano, direction : Marcello Panni, Michelangelo Pistoletto : scénographie | opéra en un acte sur un texte de Samuel Beckett |
| musique de chambre  | 1977                 | Spring of Chosroes                         | violon et piano | UE 16530            | 10 mai 1979, États-Unis, Washington DC, Library of Congress, par Paul Zukosky : violon et Ursula Oppens : piano | Dédicace : à Paul Zukosky |
| musique concertante | 1978                 | Flute and Orchestra                        | flûte solo et orchestre | UE 16529            | 19 mai 1978, Allemagne, Sarrebruck, Saarländischen Rundfunk, Musik des 20. Jahrhunderts 1978, par Roswitha Staege : flûte, Sinfonieorchester des Saarländischen Rundfunks, direction : Hans Zender                                                    | - Commande: Saarländischer Rundfunk - Dédicace : à Edgard Varèse |
| musique de chambre  | 1978                 | Why Patterns ?                             | glockenspiel, piano et flûte | UE 16263            | 21 octobre 1978, Allemagne, Berlin, Meta-Musik-Festival, par Eberhard Blum : flûte, Jan Williams : percussion et Morton Feldman : piano | |
| musique concertante | 1979                 | Violin and Orchestra                       | violon solo et orchestre | UE 16382            | 12 avril 1984, Allemagne, Francfort, Hessischer Rundfunk, par Paul Zukofsky : violon, Radio-Sinfonie-Orchester Frankfurt, direction : Christóbal Halffter                                                                                             | |
| musique de chambre  | 1979                 | String Quartet                             | quatuor à cordes | UE 16385            | 4 mai 1980, États-Unis, New York, Drawing Center, Soho, Composer's Forum, par le Columbia String Quartet | |

## Années 1980
| Genre               | Année | Titre                                                | Nomenclature | Éditeur                                                     | Création | Commentaire |
| ------------------- | ----- | ---------------------------------------------------- | --- | ----------------------------------------------------------- | --- | --- |
| musique de chambre  | 1980  | Trio                                                 | violon, violoncelle et piano | UE 16401                                                    | 15 avril 1984, Cologne, Studio Beginner, par le Clementi-Trio Köln : Deborah Richards : piano, Konstantin Gockel : violon et Manuel Gerstner : violoncelle                                                                                         | |
| orchestre           | 1980  | The Turfan Fragments                                 | orchestre (2 flûte, 2 hautbois, 2 clarinette, 2 basson, 2 cor, 2 trompette, 2 trombone, 6 alto, 4 violoncelle, 4 contrebasse)                                  | UE 16493                                                    | 26 mars 1981, par l'Orchestra della Radiotelevisione della Swizzera Italiana, direction : Marc Andreae | Commande: Radio suisse-italienne |
| musique soliste     | 1980  | Principal Sound                                      | orgue | UE 17621                                                    | 19 juillet 1981, États-Unis, Hartford, Connecticut | Commande: International Contemporary Organ Music Festival 1981, avec le soutien de la Hartt School of Music de l'University of Hartford |
| musique de chambre  | 1981  | Patterns in a chromatic Field (Untitled Composition) | violoncelle et piano | UE 17327                                                    | 4 juillet 1982, Pays-Bas, Middelburg, Kuiperspoorttheater, par Florian Kitt : violoncelle et Harald Ossberger : piano | |
| piano solo          | 1981  | Triadic Memories                                     | piano | UE 17326                                                    | 5 octobre 1981, Royaume-Uni, Londres, Institute for the Contemporary Arts, par Roger Woodward | Dédicace : à Aki Takahashi et Roger Woodward                                                                                            |
| musique de chambre  | 1981  | Bass Clarinet and Percussion                         | clarinette basse et percussion | UE 17605                                                    | 1 juillet 1982, Pays-Bas, Middelburg, Stadhuishal, par Harry Sparnaay : clarinette, René Jonker et John Maij : percussion | Dédicace : à Harry Sparnaay |
| musique soliste     | 1981  | For Aaron Copland                                    | violon | UE 21287                                                    | | |
| musique de chambre  | 1982  | For John Cage                                        | piano et violon | UE 17623 (ancienne édition), et UE 21240 (nouvelle édition) | 13 mars 1982, États-Unis, New York, Symphony Space, « Wall-to-Wall John Cage and Friends », par Paul Zukofsky : violon et Aki Takahashi : piano | |
| musique vocale      | 1982  | Three Voices                                         | soprano et bande (ou 3 sopranos) | UE 17634                                                    | 4 mars 1983, États-Unis, Valencia, Calif., California Institute of the Arts, par Joan La Barbara, soprano | - Dédicace : à Joan La Barbara - Livret (détail, auteur) : Frank O'Hara, Wind                                                           |
| musique de chambre  | 1983  | String Quartet II                                    | quatuor à cordes | UE 17650                                                    | 4 décembre 1983, Canada, Toronto, University of Toronto, Edward Johnson Building, Walter Hall, New Music Concerts, par le Kronos Quartet | Commande: Canadian Broadcasting Corporation Plus longue composition du catalogue de Feldman (entre 4h30 et 6h30)                        |
| musique de chambre  | 1983  | Crippled Symmetry                                    | flûte (jouant flûte basse), percussion, piano (jouant célesta)                                                                                                 | UE 17667                                                    | 5 février 1984, Allemagne, Berlin, Akademie der Künste, par Eberhard Blum : flûte, Jan Williams : percussion et Nils Vigeland : piano | |
| musique de chambre  | 1983  | Clarinet and String Quartet                          | clarinette et quatuor à cordes | UE 17665                                                    | 9 octobre 1983, Newcastle, Newcastle Festival, par Alan Hacker : clarinette et le quatuor Brodsky | Dédicace : à Alan Hacker |
| musique de chambre  | 1984  | For Philip Guston                                    | flûte (jouant flûte alto), percussion, piano (jouant célesta)                                                                                                  | UE 17967                                                    | 21 avril 1985, États-Unis, Buffalo, State University of New York, par Eberhard Blum : flûte, Jan Williams : percussion et Yvar Mikhashoff : piano                                                                                                  | |
| musique de chambre  | 1985  | Violin and String Quartet                            | violon et quatuor à cordes | UE 17968                                                    | 30 octobre 1990, Allemagne, Cologne, Musikhochschule Köln, « Begegnung der Diaspora mit Israel », par Saschko Gawriloff : violon et le Quatuor Arditti.                                                                                            | Commande: Westdeutscher Rundfunk, Cologne                                                                                               |
| musique de chambre  | 1985  | Piano and String Quartet                             | piano et quatuor à cordes | UE 17972                                                    | 2 novembre 1985, États-Unis, Los Angeles, County Museum, New Music America Festival, par Aki Takahashi : piano et le Kronos Quartet. | - Commande: New Music America Festival 1985 - Dédicace : à Aki Takahashi et au Kronos Quartet                                           |
| piano solo          | 1985  | For Bunita Marcus                                    | piano | UE 17966                                                    | 29 juin 1985, Pays-Bas, Middelburg, Kloveniersdoelen, Festival Nieuwe Muziek. | |
| orchestre           | 1985  | Coptic Light                                         | orchestre | UE 18433                                                    | 30 mai 1986, États-Unis, New York, Lincoln Center for the Performing Arts, par le New York Philharmonic Orchestra, direction : Gunther Schuller.                                                                                                   | Commande: Philharmonic Symphony Society of New York                                                                                     |
| musique de chambre  | 1986  | For Christian Wolff                                  | flûte et piano (jouant célesta) | UE 18475                                                    | 23 juillet 1986, Allemagne, Darmstadt, Orangerie, Internationale Ferienkurse für Neue Musik, par Eberhard Blum : flûte et Nils Vigeland : piano | |
| voix et instruments | 1986  | For Stefan Wolpe                                     | chœur mixte à 4 voix [SATB] , 2 vibraphone | UE 18493                                                    | 30 avril 1987, États-Unis, Madison, WI, University of Wisconsin | Commande: University of Wisconsin, River Falls                                                                                          |
| piano solo          | 1986  | Palais de Mari                                       | piano | UE 18497 (ancienne édition) et UE 30238 (nouvelle édition)  | 20 novembre 1986, États-Unis, New York, Studio de Francesco Clemente, par Bunita Marcus | - Commande: Bunita Marcus - Dédicace : à Francesco Clemente                                                                             |
| musique soliste     | 1986  | A Very Short Trumpet Piece                           | trompette | UE 19060                                                    | | |
| voix et instruments | 1987  | Words and Music                                      | 2 flûte, vibraphone, piano, violon, alto, violoncelle | UE 19448                                                    | David Warrilow : Words Joe, Alvin Epstein : Croak, Rachel Rudich et Barbara Held : flûtes, Michael Pugliese : vibraphone, Bunita Marcus : piano, Laura Seaton : violon, Tina Pelikan : alto, Sarah Carter : violoncelle, direction : Nils Vigeland | pour la pièce radiophonique de Samuel Beckett Commande: Voices International et Westdeutscher Rundfunk, Cologne                         |
| orchestre           | 1987  | For Samuel Beckett                                   | 2 flûte, 2 hautbois, 2 clarinette, 2 basson, 2 cor, 2 trompette, 2 trombone, tuba, vibraphone, harpe, piano, violon, violon II, alto, violoncelle, contrebasse | UE 18524                                                    | 12 juin 1987, Pays-Bas, Amsterdam, par le Schönberg Ensemble. | - Commande: The Holland Festival 1987 - Dédicace : pour le Schönberg Ensemble                                                           |
| musique de chambre  | 1987  | Piano, Violin, Viola, Cello                          | piano, violon, alto et violoncelle | UE 18751                                                    | 4 juillet 1987, Pays-Bas, Middelburg, par le Xenakis Ensemble : Aki Takahashi : piano, Mifune Tsuji : violon, Matthijs Bunschoten : alto, Tadashi Tanaka : violoncelle.                                                                            | - Commande: Xenakis Ensemble pour le Middelburg Festival 1987 - Dédicace : à Ad van't Veer                                              |

## Sources
- « Morton Feldman : Œuvres/date », sur le site de l'Ircam (consulté le 28 août 2019).
- Morton Feldman's website by Chris Villars[2]. Ce site est référencé par l'université de Buffalo, NY, comme une ressource importante[137], basée sur la liste d’œuvres établie par Sebastian Claren dans Neither. Die Musik Morton Feldmans[138]. Morton Feldman a été enseignant au sein de l'université de 1972 à sa mort en 1987[139].
- Morton Feldman, Écrits et paroles, textes réunis par Jean-Yves Bosseur et Danielle Cohen-Levinas et précédés d'une monographie par Jean-Yves Bosseur, Paris, L'Harmattan, coll. « Musique et Musicologie : les dialogues », 1998  (ISBN 2-7384-7157-9) ; réédition: Dijon, Les Presses du réel, coll. « Fabula », 2008  (ISBN 978-2-84066-250-1)[140]
- Morton Feldman, Solo Piano Works 1950-64 (Edition Peters No. 67976, 2000).